# St Mary's Airport
St Mary's Airport (IATA: ISC, ICAO: EGHE), även Isles of Scilly Airport, är en regional flygplats på ön Saint Mary's i Scillyöarna i Storbritannien
Den ägs av hertigdömet Cornwal och drivs av Council of the Isles of Scilly. Flygplatsen, som är den enda på Scillyöarna, trafikeras av flygbolaget Skybus från Land's End, Newquay och Exeter samt med helikopter från Penzance Heliport.

## Historia

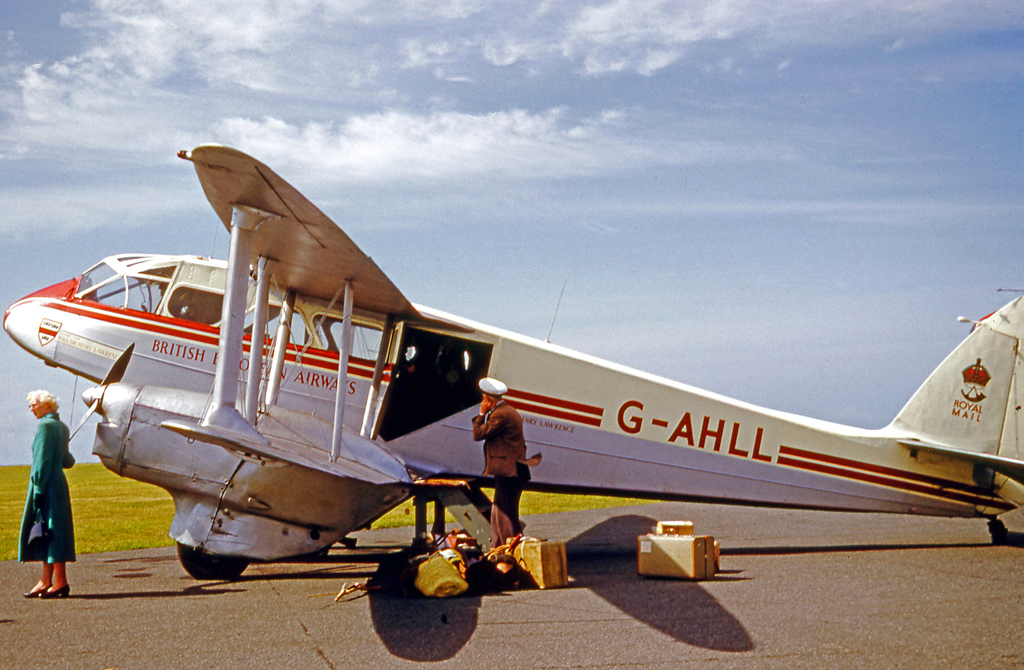
BEA de Haviland på St Mary's 1958.

Den första passagerarflygningen till St Mary's landade på en golfbana den 15 september 1937. Själva flygplatsen invigdes 1939 och Scillyöarna blev snart ett populärt utflyktsmål. Flera olika flygbolag har trafikerat flygplatsen, bland andra BEA och 1984 började Skybus flyga frakt från fastlandet. År 1987 utökade de trafiken och började flyga med  passagerare med Islander och senare Twin Otter.

## Statistik
Trots sin ringa storlek besöks St Mary's Airport tidvis av mer än 100 000 passagerare årligen.

Sökfråga på wikidata efter rådata.